# Entomacrodus caudofasciatus
Entomacrodus caudofasciatus es una especie de pez de la familia Blenniidae en el orden de los Perciformes.

## Morfología
• Los machos pueden llegar alcanzar los 6,2 cm de longitud total.

## Reproducción
Es ovíparo.

## Hábitat
Es un pez de mar y de clima tropical y asociado a los  arrecifes de coral que vive entre 0-3 m de profundidad.

## Distribución geográfica
Se encuentra desde las islas Andamán hasta el sur del Japón, las islas Kermadec y Micronesia (Palaos y las islas Marshall)